# SIE San Diego Studio
SIE San Diego Studio ist ein amerikanischer Videospielentwickler mit Sitz in Sorrento Valley, San Diego. Als First-Party-Entwicklerstudio des Konsolenherstellers Sony Interactive Entertainment ist es hauptsächlich für die Baseball-Spielereihe MLB: The Show verantwortlich. Zuvor entwickelte das Studio auch die Spiele von Sonys NBA-Reihe und Sports Champions sowie mehrere Einzeltitel wie The Mark of Kri, Pain oder High Velocity Bowling.

## Geschichte
San Diego Studio entstand 2001 durch die Zusammenlegung der Sony-Töchter Red Zone Interactive und 989 Sports. Red Zone Interactive, ein in San Diego ansässiges Entwicklungsstudio, wurde im Dezember 1997 von ehemaligen Mitarbeitern von Sony Interactive Studios America (SISA) gegründet. SISA war eine interne Entwicklungsabteilung der amerikanischen PlayStation-Niederlassung Sony Computer Entertainment America (SCEA). 1998 wurde sie ausgegründet und in 989 Studios umbenannt, das einen Fokus auf Sportsimulationen und Rennspiele für die PlayStation-Konsolenfamilie hatte. Im Februar 2000 wurde 989 Studios wieder mit SCEA verschmolzen, wobei das Label 989 Sports als Markenname für Sonys Sporttitel beibehalten wurde. Beispielsweise gehörte die American-Football-Reihe NFL GameDay von Red Zone Interactive zu den Spielen, die unter dem Label „989 Sports“ veröffentlicht wurden. SCEA erwarb Red Zone Interactive im Januar 2001, einschließlich seiner 65 Mitarbeiter unter der Leitung von Präsident Chris Whaley.
Die erste Veröffentlichung des fusionierten Entwicklerstudios war das frühe PS2-Action-Adventure The Mark of Kri. 2004 sicherte sich Mitbewerber Electronic Arts (EA) die exklusiven Lizenzrechte für die National Football League (NFL), was zur Einstellung von Sonys Football-Spielen führte. Es folgte zunächst eine Konzentration auf die Basketball-Titel der NBA-Reihe. Im Konkurrenzumfeld mit EA und 2K Games versuchte das Studio seine Reihe insbesondere für Gelegenheitsspieler interessant zu machen, bspw. durch die Einführung eines Story-Modus’. Da die Erweiterung des Kundenkreises nicht gelang, gab Sony auch diese Reihe 2009 letztlich wieder auf. Stattdessen erfolgte die Konzentration auf das erstmals 2006 veröffentlichte MLB: The Show, mit dem es den Entwicklern schließlich gelang, eine dominierende Stellung bei den Baseball-Sportsimulationen zu erlangen.
2021 erschien der jährliche Ableger von MLB: The Show nicht mehr nur exklusiv für PlayStation-Konsolen, sondern auch für die Konkurrenzkonsolen Xbox One und Xbox Series, 2022 schließlich erstmals auch für Switch.

## Veröffentlichte Titel
| Jahr | Titel                              | Plattform                                                       |
| ---- | ---------------------------------- | --------------------------------------------------------------- |
| 2002 | The Mark of Kri                    | PlayStation 2                                                   |
| 2005 | NBA ’06: featuring the Life Vol. 1 | PlayStation 2, PlayStation Portable                             |
| 2005 | NBA 2005                           | PlayStation Portable                                            |
| 2006 | MLB 06: The Show                   | PlayStation 2, PlayStation Portable                             |
| 2006 | NBA ’07: featuring the Life Vol. 2 | PlayStation 2, PlayStation 3, PlayStation Portable              |
| 2007 | High Velocity Bowling              | PlayStation 3                                                   |
| 2007 | MLB 07: The Show                   | PlayStation 2, PlayStation 3, PlayStation Portable              |
| 2007 | NBA ’08: Games of the Week         | PlayStation 2, PlayStation 3, PlayStation Portable              |
| 2007 | Pain                               | PlayStation 3                                                   |
| 2008 | MLB 08: The Show                   | PlayStation 2, PlayStation 3, PlayStation Portable              |
| 2008 | NBA 09: The Inside                 | PlayStation 2, PlayStation 3, PlayStation Portable              |
| 2009 | MLB 09: The Show                   | PlayStation 2, PlayStation 3, PlayStation Portable              |
| 2009 | NBA 10: The Inside                 | PlayStation Portable                                            |
| 2009 | Pinball Heroes                     | PlayStation Portable                                            |
| 2010 | MLB 10: The Show                   | PlayStation 2, PlayStation 3, PlayStation Portable              |
| 2010 | ModNation Racers                   | PlayStation Portable                                            |
| 2010 | Sports Champions                   | PlayStation 3                                                   |
| 2011 | Medieval Moves: Deadmund's Quest   | PlayStation 3                                                   |
| 2011 | MLB 11: The Show                   | PlayStation 2, PlayStation 3, PlayStation Portable              |
| 2012 | LittleBigPlanet Karting            | PlayStation 3                                                   |
| 2012 | MLB 12: The Show                   | PlayStation Vita, PlayStation 3                                 |
| 2012 | ModNation Racers: Road Trip        | PlayStation Vita                                                |
| 2012 | Sports Champions 2                 | PlayStation 3                                                   |
| 2013 | MLB 13: The Show                   | PlayStation Vita, PlayStation 3                                 |
| 2014 | MLB 14: The Show                   | PlayStation Vita, PlayStation 3, PlayStation 4                  |
| 2015 | Guns Up!                           | PlayStation 4                                                   |
| 2015 | MLB 15: The Show                   | PlayStation Vita, PlayStation 3, PlayStation 4                  |
| 2016 | Kill Strain                        | PlayStation 4                                                   |
| 2016 | MLB The Show 16                    | PlayStation 3, PlayStation 4                                    |
| 2017 | Drawn to Death                     | PlayStation 4                                                   |
| 2017 | MLB The Show 17                    | PlayStation 4                                                   |
| 2017 | StarBlood Arena                    | PlayStation 4                                                   |
| 2018 | MLB The Show 18                    | PlayStation 4                                                   |
| 2019 | MLB The Show 19                    | PlayStation 4                                                   |
| 2020 | MLB The Show 20                    | PlayStation 4                                                   |
| 2021 | MLB The Show 21                    | PlayStation 4, PlayStation 5, Xbox One, Xbox Series X/S         |
| 2022 | MLB The Show 22                    | PlayStation 4, PlayStation 5, Xbox One, Xbox Series X/S, Switch |